# Josef Aul
Josef Aul (4. března 1894, Jedomělice – 15. července 1956, Praha) byl český spisovatel, cestovatel a lékař.

## Život
Narodil se v Jedomělicích u Slaného do učitelské rodiny a dětství prožil na různých místech středních Čech (Rudná, Vraný u Slaného, Slaný). V roce 1913 po absolvování reálky v Lounech nastoupil na pražskou lékařskou fakultu Karlovy univerzity, ale už v srpnu 1914 byl po vypuknutí první světové války povolán na frontu. V Haliči dobrovolně padl do ruského zajetí a delší dobu putoval po zajateckých táborech ve střední Asii. Začátkem roku 1918 se nakonec dostal do Buchary, kde se někdejší medik dal do služeb zdejšího emíra – stal se lékařem posledního bucharského vládce Mir Sajid Alim Chána – a dokonce si mohl (i když měl jen pár prvních semestrů) otevřít lékařskou praxi na Muškátovém bazaru v Buchaře a vybudovat si poměrně širokou klientelu, zejména ze židovských pacientů. Naučil se plynně místnímu jazyku (uzbečtině) a zajímal se o kulturu.
Když se blížila do Buchary bolševická revoluce, rozhodl se odjet a podstoupil strastiplný pochod přes Himálaje a Afghánistán do Indie, kam se dostal v roce 1920. Teprve zde se dozvěděl, že vzniklo samostatné svobodné Československo a až 5. ledna 1921 nastoupil v Bombaji na parník do Evropy. Po návratu dokončil lékařská studia, promoval na pražské lékařské fakultě v roce 1925 a stal se praktickým lékařem v Modřanech, později v Praze-Podolí.
Zajímal se o orientalistiku, publikoval z této oblasti odborné články, překládal ze středoasijské literatury a ze svého strastiplného putování vytěžil i několik dobrodružných románů. Aulovo literární dílo nebylo příliš rozsáhlé. Neměl na ně při své profesi praktického lékaře dost času. Mimo to psal také velmi rozvážně, vždy prostudoval nejprve všechny dostupné faktografické materiály a teprve pak se pustil do psaní. Řídil se jedním perským příslovím, které mu předal jeho uzbecký přítel: „Váhavost je od Alláha, spěch je od satana“. Karavanu do Indie psal skoro patnáct let.
Jeho dcerou z druhého manželství je česká právnička, soudkyně a bývalá předsedkyně senátu Nejvyššího soudu v Brně Marta Škárová.

## Dílo
- V zemi Tamerlánově a Zarathustrově (I. Buchara – 1923, II. Napříč Afganistanem – 1924)
- Tropická zdravověda (1934)
- Čingiz Chán, bič boží (1936)
- Derviš na poušti (1937; znovuvydáno 2024, ISBN 978-80-88268-86-4)
- Karavanou do Indie (1946, přepracovaná první kniha, kterou komunistický režim v Československu stáhl z oběhu, jelikož obsahovala pro režim nepohodlné pasáže o nelidském chování rudoarmějců ve Střední Asii)